# Natació en aigües obertes al Campionat del Món de natació de 2007
La competició de natació en aigües obertes al Campionat del Món de natació de 2007 es realitzà a la platja de Santa Kilda a Victòria, ciutat propera a Melbourne (Austràlia).

## Proves
Es realitzen tres proves, separades en competició masculina i competició femenina:
- 5 km
- 10 km
- 25 km

## Resum de medalles

### Categoria masculina
| Event | Or                      | Or         | Plata                  | Plata      | Bronze                    | Bronze     |
| 5 km  | Thomas Lurz (GER)       | 56:49.6    | Evgeny Drattsev (RUS)  | 56:50.7    | Spyridon Gianniotis (GRE) | 56:56.6    |
| 10 km | Vladimir Dyatchin (RUS) | 1:55:32.52 | Thomas Lurz (GER)      | 1:55:32.58 | Evgeny Drattsev (RUS)     | 1:55:47.31 |
| 25 km | Yuri Kudinov (RUS)      | 5:16:45.55 | Marco Formentini (ITA) | 5:18:36.80 | Mohamed Zanaty (EGY)      | 5:19:23.23 |

### Categoria femenina
| Event | Or                    | Or         | Plata                  | Plata      | Bronze              | Bronze     |
| 5 km  | Larisa Ilchenko (RUS) | 1:00:41.3  | E. Seliverstova (RUS)  | 1:00:43.6  | Kate Brookes (AUS)  | 1:00:47.9  |
| 10 km | Larisa Ilchenko (RUS) | 2:03:57.9  | Cassandra Patten (GBR) | 2:03:58.9  | Kate Brookes (AUS)  | 2:03:59.5  |
| 25 km | Britta Kamrau (GER)   | 5:37:11.66 | Kalyn Keller (USA)     | 5:39:39.62 | Ksenia Popova (RUS) | 5:39:51.51 |

## Medaller
| Posició | País         | Or | Plata | Bronze | Total |
| 1       | Rússia       | 4  | 2     | 2      | 8     |
| 2       | Alemanya     | 2  | 1     | 0      | 3     |
| 3       | Estats Units | 0  | 1     | 0      | 1     |
| 3       | Itàlia       | 0  | 1     | 0      | 1     |
| 3       | Regne Unit   | 0  | 1     | 0      | 1     |
| 6       | Austràlia    | 0  | 0     | 2      | 3     |
| 7       | Egipte       | 0  | 0     | 1      | 1     |
| 7       | Grècia       | 0  | 0     | 1      | 1     |
| Total   | Total        | 6  | 6     | 6      | 18    |